# Gloppen
Gmina Gloppen (norw. Gloppen kommune) – norweska gmina leżąca w regionie Sogn og Fjordane. Jej siedzibą jest miejscowość Sandane.
Gloppen jest 103. norweską gminą pod względem powierzchni.

## Demografia
Według danych z roku 2005 gminę zamieszkuje 5793 osób, gęstość zaludnienia wynosi 5,67 os./km². Pod względem zaludnienia Gloppen zajmuje 173. miejsce wśród norweskich gmin.
| ludność stan na 1 stycznia 2005 |         |           |       |
|                                 | kobiety | mężczyźni | razem |
| osób                            | 2897    | 2896      | 5793  |
| %                               | 50,01%  | 49,99%    | 100%  |

| wykształcenie stan na 1 października 2004 |            |         |        |          |
|                                           | podstawowe | średnie | wyższe | nieznane |
| osób                                      | 716        | 2682    | 1073   | 81       |
| %                                         | 15,73%     | 58,92%  | 23,57% | 1,78%    |

## Edukacja
Według danych z 1 października 2004:
- liczba szkół podstawowych (norw. grunnskolar): 9
- liczba uczniów szkół podst.: 829

## Władze gminy
Według danych na rok 2011 administratorem gminy (norw. rådmann) jest Marit Elisabeth Larssen, natomiast burmistrzem (norw. ordfører, d. borgermester) jest Anders Ryssdal.